# 財政の崖

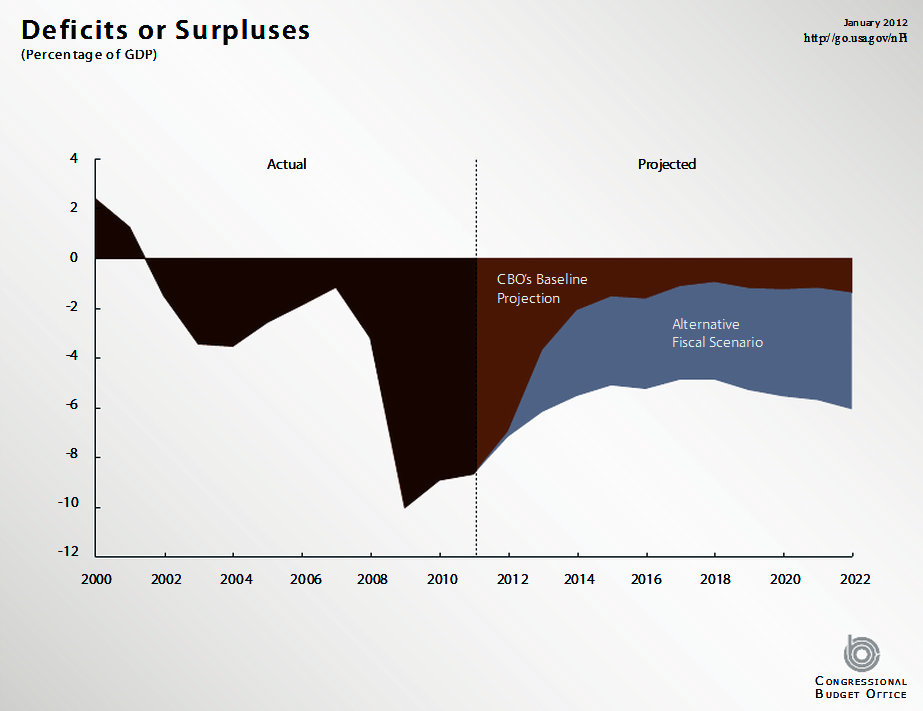
2022年までの財政赤字見込み。茶色は2012年末に財政の崖が発動した場合、青色はブッシュ減税の延長および歳出削減の延期が行われた場合の財政赤字見込みを表す。

財政の崖（ざいせいのがけ、英語：fiscal cliff、フィスカル・クリフ）とは、連邦準備制度理事会議長ベン・バーナンキが使い出し広まった経済用語である。

## 経緯

### 財政の崖に対する懸念
アメリカはジョージ・W・ブッシュ政権の時から時限的なブッシュ減税を行っていたが、2010年12月にバラク・オバマアメリカ合衆国大統領は2008年のリーマン・ショック後の景気低迷に対応するためにブッシュ減税を2012年12月31日（以後、現地日時）までの2年間延長する法案に署名した。しかし、これによりアメリカ合衆国連邦政府の財政赤字が積み上がり、2011年5月16日に米連邦債務は法定上限額に到達し、アメリカ財務省はデフォルト回避のために特別措置を行った。特別措置の期限日となる2011年8月2日に民主党 (アメリカ合衆国)・共和党 (アメリカ合衆国)は政府の歳出を削減する内容を含んだ債務上限引き上げ法案に合意・可決した。これにより、以後、具体的な歳出削減案の合意に至らなかった場合は、ブッシュ減税の延長措置が切れる2013年1月1日から9年間かけて公共事業・社会保障・国防等の政府の全ての分野の歳出が、合わせて1.2兆ドル分強制的に削減されることになった。1.2兆ドル削減の約半分は国防費となる。
仮にこれが実施されれば、ブッシュ減税の終了と強制的な歳出削減により、GDP（国内総生産）比で3.3％に相当する5000億ドル（約40兆円）分の財政赤字が解消されるとされたが、何らかの追加的な対策措置が行われない限り、ブッシュ減税の延長期限が切れて9割の家計が実質的増税となり家計平均税率が約4.5％上がる上に、大幅な歳出削減も加わるダブルパンチで、アメリカの景気が崖から落下するように悪化し、アメリカ合衆国の経済のみならず世界経済に甚大な影響も与える可能性があると予想された。この懸念を「財政の崖」と呼ぶ。なお、これにより、2011年8月5日にスタンダード&プアーズは米国債の長期発行体格付けを格下げし、8月8日に世界の株式・通貨・債権市場で米国債ショックが起こった。
そして大きな政府を志向する民主党は増税には賛成だが歳出削減には否定的で、小さな政府を志向する共和党は増税には大反対だが歳出削減には積極的なため、民主・共和両党の間で具体的な税と歳出の行方を合意することができず、期限日となる2012年12月31日に、ようやく、民主・共和両党は上院・下院で、富裕層を除く層を対象にした減税の恒久化と世帯年収45万ドル以上の富裕層に対する増税を実施して家計の平均税率を1.8％増に抑えた上で、歳出の強制削減を2013年2月28日までの2ヶ月間凍結する法案を可決した。これにより大幅な実質増税と強制歳出削減のダブルパンチによる財政の崖は回避された。

### 強制歳出削減の発動
強制歳出削減凍結の期限日となる2013年2月28日（現地日時）になっても民主・共和両党で具体的な歳出削減案の合意に至ることができなかったため、2013年3月1日にオバマ大統領は強制歳出削減措置に署名した。最も影響を受ける国防総省では、4月にアラスカで行われる予定だった軍事演習「レッドフラッグ」が中止になり、4月から軍人以外の職員約80万人を週休3日制にして、人件費を20%削減することも検討されている。一方、株式市場においては、2012年12月31日に実質増税の問題は解決済みな上、金融緩和措置をとるとの憶測も広がっており、既に問題が折込済みなこともあり、アメリカや世界の景気に対する影響は限定的であるという見方もある。